# Раде Шербеџија
Раде Шербеџија (Бунић, 27. јул 1946) српски и хрватски је филмски, телевизијски и позоришни глумац.

## Младост
Рођен је 27. јула 1946. године у српској породици у личком селу Бунић, код Титове Коренице у данашњој Републици Хрватској. Отац му се звао Данило (1913—2017), а мајка Стана. Дане (надимак Данилу) је пред распад Југославије био шеф Удбе у Винковцима, одакле се са супругом склонио у Србију 1991. године. 
За себе је изјавио да је Крајишник, човек, Србин из Хрватске као и да се поноси својим српским родом и хрватском домовином.
Раде је одрастао у Славонији, у Винковцима. Матурирао је у винковачкој гимназији. Дипломирао је 1969. године на Академији за позориште, филм и телевизију у Загребу, након чега је убрзо ангажован у загребачком драмском казалишту Гавела. Након тога наизменично ради као слободни уметник, с ангажманом у ХНК Загреб, те поновно у „Гавели“. Надарен, посебне глумачке технике, и рационалан и темпераментан, сугестиван, врсне дикције, с лакоћом изводећи и физички најтеже сцене, показао се подједнако уверљив у улогама класичног (нпр. Шекспирови Хамлет и Ричард III) и модерног репертоара (нпр. Ибзенов Пер Гинт) — у разним жанровима, и у позитивним и у негативним ликовима. Добитник је многих признања (трипут награђен на Стеријином позорју, Награда „Владимир Назор“, Награда „Дубравко Дујшин“, Награда „Орландо“ на Дубровачким љетним играма). На филму је дебитовао споредном улогом у Илузији (1967) Крсте Папића, док прву главну — младића на животној прекретници — тумачи у Гравитацији или фантастичној младости чиновника Бориса Хорвата (1968) Б. Иванде.

## Раст популарности
Од тада све чешће наступа у главним улогама, ушавши у круг најбољих југословенских глумаца и глумећи у филмовима разних жанрова — од ратних драма до савремене тематике. Почетком ’70-их запажене су му улоге комунистичког активисте дезоријентисаног у приватном животу у Црвеном класју (1970) Живојина Павловића те сеоског младића суоченог с неправдом у Представи „Хамлета“ у селу Мрдуша Доња (1973) Крсте Папића. У то време истиче се и у филмовима који критички осликавају југословенску савременост: као каријеристички композитор (што потврђује његову способност карактеризације морално амбивалентних особа) у филму Браво маестро (1978) Рајка Грлића (Златна арена у Пули) и као новинар у истоименом филму (1979) Фадила Хаџића. По драмском писцу Душану Јовановићу, Шербеџија је био: Популаран и уздизан до неба у свим републикама бивше државе. Посвуда је имао пријатеље, обожаватеље, заштитнике. Глумио је у најугледнијим казалишним институцијама, на елитним фестивалима, а такођер и у провокативним алтернативним пројектима. Радио је с режијским легендама Крстом Спајићем, Живојином Павловићем, Љубишом Ристићем. Дружио се с Крлежом, с политичким дисидентима и наступао на забавама предсједника Јосипа Броза Тита. Раде Шербеџија био је икона југославенског културног простора. Гламурозан и амбивалентан, заводљив и контроверзан.

## На врхунцу славе
Најуспешнија филмска година за Шербеџију је вероватно била 1986, када му две улоге у филмовима добијају титулу најуспешнијих на Пулском фестивалу: револуционара који се не сналази у поратном времену у Вечерњим звонима Лордана Зафрановића (Златна арена) и радника огорченог сиромаштвом и животним недаћама у Сну о ружи Ж. Тадића (Велика повеља у Нишу). Великог радног потенцијала, с успехом глуми и на телевизији: у ТВ серијама У регистратури, Никола Тесла (у насловној улози), Просјаци и синови и Бомбашки процес (као Јосип Броз Тито). Године 1982. добио је годишњу награду аустралијске телевизије Сами за главну улогу у аустралијској телевизијској екранизацији драме Ослобођење Скопља Д. Јовановића. Објавио је 2 збирке песама: Промјенљиви и Црно, црвено. Био је предавач сценског говора и глуме на Академији за казалиште, филм и телевизију у Загребу те као ванредни професор глуме на Академији уметности у Новом Саду.

## Одлазак у емиграцију
Године 1992. одлази у свет, где се такође пробио како сјајан глумац. Прво је кратко живео у Љубљани, а затим прелази у Америку. Упркос томе што је већ глумио у 80-ак филмова дистрибуисаних углавном на подручју бивше Југославије, пробој у светске воде задобио је филмом Ханин рат (1988) и филмом Пре кише (1994) Милча Манчевског. Године 1996, Шербеџија је играо оца избеглице у филму Белма и новозеландског имигранта у филму Broken English. Потом су уследиле улоге у водећим холивудским филмским остварењима у филмовима Свемирски каубоји, Немогућа мисија 2, Моћни Џо Јанг, Снеч итд.
Познат је и по читању поезије, а и по позоришним представама. Покренуо је и нови театар „Улисис“ у Пули који је премијеру доживио с представом „Краљ Лир“ на Брионима под редитељском палицом његове супруге Ленке.
Радио је с многим великим именима као што су Ванеса Редгрејв, Филип Нојс или Том Круз, Стенли Кјубрик и Клинт Иствуд.

## Фестивали
Загреб:
- Да се разумијемо (Вече шансона), победничка песма, '82
- Гледај у ријеку право (Вече нових трендова шансоне), '86
- Надвожњак са Трње, '89
- Балада о трњу, награда за најзагребачкију песму фестивала, '89

Звуци Паноније, Осијек:
- Панонске трешње, '83

CMC festival, Пула:
- Ми смо шампиони љубави (Ревијално вече фестивала, дует са Максом), 2008

Сплит:
- Куд плови овај брод (Вече познати певају, дует са Кемалом Монтеном), 2010

Далматинска шансона, Шибеник:
- Бродови (са бендом Западни колодвор), 2016
- Бродови / Дјевојка из мога краја / Не дај се, Инес (Вече интернационалне музике), 2016

## Лични живот
Ожењен је Ленком Удовички, са којом има ћерке Нину, Милицу Алму и Вању. Из првог брака има ћерку Луцију и сина Данила.

## Награде и признања
- У јануару 2011. године уврштен у Прес Магазинову листу „100 најпознатијих Срба у свету“.[7]
- Награда Браћа Карић - 2016
- У јуну 2018. године додељена му је награда Александар Лифка за допринос европској кинематографији.[8]

## Улоге
| Год.        | Назив                                                        | Улога                          |
| ----------- | ------------------------------------------------------------ | ------------------------------ |
| 1960-е      |                                                              |                                |
| 1966.       | Прикупљање храбрости                                         | Скалпер                        |
| 1966.       | Седам сати и петнаест минута                                 | Томица                         |
| 1967.       | Илузија                                                      |                                |
| 1967.       | Црне птице                                                   |                                |
| 1968.       | Освета Кратки филм                                           |                                |
| 1968.       | Сеанса (ТВ)                                                  |                                |
| 1968.       | Маратонци (серија)                                           |                                |
| 1968.       | Гравитација или фантастична младост чиновника Бориса Хорвата | Борис Хорват                   |
| 1969.       | Метеор                                                       |                                |
| 1969.       | Чамац за крон-принца                                         |                                |
| 1969.       |                                                              |                                |
| 1969.       | Седмина                                                      | Нико                           |
| 1970-е      |                                                              |                                |
| 1970.       | Каинов знак                                                  | Милан                          |
| 1970.       | Сам човјек (ТВ филм)                                         |                                |
| 1970.       | Сам човјек ТВ серија                                         |                                |
| 1970.       | Папагај                                                      | Младић                         |
| 1970.       | Иду дани                                                     | Редитељ                        |
| 1970.       | Црвено класје                                                | Јужек Хедл                     |
| 1971.       | Путовање на мјесто несреће                                   | Влатко                         |
| 1971.       | У гори расте зелен бор                                       | Домобран кицош                 |
| 1972.       | Просјаци и синови                                            | Матан Потрка                   |
| 1972.       | Послијеподне једног фазана                                   | Обијесни младић                |
| 1972.       | Рођендан мале Мире                                           |                                |
| 1972.       | Звезде су очи ратника                                        | Учитељ Раде                    |
| 1973.       | Пеликани                                                     |                                |
| 1973.       | Живјети од љубави                                            | Давор                          |
| 1973.       | Бегунац                                                      | Иван                           |
| 1974.       | Ноктурно                                                     | Лучио Кларић                   |
| 1974.       | Тојота Корола 1000                                           |                                |
| 1974.       | Обешењак                                                     |                                |
| 1974.       | У регистратури (ТВ серија)                                   | Ивица Кичмановић               |
| 1974.       | Представа „Хамлета“ у Мрдуши Доњој                           | Јоцо Шкокић/Хамлет             |
| 1974.       | Ужичка република                                             | Мајор Коста Барац              |
| 1975.       | Песма                                                        | Мића Рановић                   |
| 1976.       | Ужичка република                                             | Мајор Коста Барац              |
| 1976.       | Ноћна скела                                                  |                                |
| 1977.       | Хајка                                                        | Ладо                           |
| 1977.       | Никола Тесла (ТВ серија)                                     | Никола Тесла                   |
| 1978.       | Бомбашки процес                                              | Јосип Броз Тито                |
| 1978.       | Браво маестро                                                | Витомир Безјак                 |
| 1979.       | Новинар                                                      | Владо Ковач                    |
| 1979.       | Живи били па видјели                                         |                                |
| 1979.       | Повратак                                                     | Полицијски командир            |
| 1979.       | Усијање                                                      | Томо                           |
| 1979.       | Иван Горан Ковачић                                           | Иван Горан Ковачић             |
| 1980-е      |                                                              |                                |
| 1980.       | Дувански пут                                                 |                                |
| 1980.       | Седам плус седам                                             | Раде                           |
| 1980.       | Госпођица                                                    |                                |
| 1981.       | Ослобођење Скопља                                            | Георгиј Потевски               |
| 1981.       | Туга                                                         | милиционер                     |
| 1981.       | Непокорени град                                              |                                |
| 1982.       | 13. јул                                                      | Капетан Митровић               |
| 1982.       | Киклоп                                                       | Уго                            |
| 1982.       | Тамбураши                                                    | Стипе Бабур                    |
| 1982.       | Вариола вера                                                 | Доктор Грујић                  |
| 1982.       | Живот и прича                                                |                                |
| 1983.       | Киклоп (ТВ серија)                                           | Уго                            |
| 1983.       | Задах тела                                                   | Панчо Виља                     |
| 1983.       | Квит посао                                                   | Јозо                           |
| 1983.       | Бановић Страхиња                                             | Абдулах                        |
| 1983.       | Ноћ послије смрти                                            | Луцио Кларић                   |
| 1984.       | Штефица Цвек у раљама живота                                 |                                |
| 1984.       | Пејзажи у магли                                              | Лелин отац                     |
| 1984.       | У раљама живота                                              | Интелектуалац                  |
| 1984.       | Уна                                                          | Професор Мисел Бабић           |
| 1985.       | Хрватски народни препород (ТВ серија)                        | Глумац                         |
| 1985.       | Хорватов избор                                               | Крешимир Хорват                |
| 1985.       | Живот је леп                                                 | Хармоникаш                     |
| 1986.       | Сан о ружи                                                   | Валент                         |
| 1986.       | Путовање у Вучјак                                            | Крешимир Хорват                |
| 1986.       | Вечерња звона                                                | Томислав К. Бурбонски          |
| 1987.       | Осуђени                                                      | Раде                           |
| 1987.       | Човек у сребрној јакни (ТВ серија)                           |                                |
| 1987.       | Заљубљени                                                    | Душан                          |
| 1987.       | Waitapu                                                      | Инспектор Марковић             |
| 1987.       | Криминалци                                                   | Друг Рака                      |
| 1988.       | Вечерња звона (ТВ серија)                                    | Томислав К. Бурбонски          |
| 1988.       | Загрљај                                                      |                                |
| 1988.       | Вечерња звона                                                | Томислав Ковач                 |
| 1988.       | Манифесто                                                    | Емиле                          |
| 1988.       | Ханин рат                                                    | Капетан Иван                   |
| 1989.       | Повратак Арсена Лупена                                       | Херлок Шолмс                   |
| 1989.       | Човјек који је волио спроводе                                | Хинко                          |
| 1990-е      |                                                              |                                |
| 1990.       | Карневал, анђео и прах                                       |                                |
| 1990.       | Мајстори мрака                                               | Адем Соколовић                 |
| 1992.       | Дезертер                                                     | Павле Трусић                   |
| 1993.       | Контеса Дора                                                 | Карло Армано                   |
| 1994.       | Магареће године                                              | Наратор                        |
| 1994.       | Пре кише                                                     | Александар                     |
| 1995.       | Урнебесна трагедија                                          | Коста                          |
| 1995.       |                                                              | Пуковник Џорџ Лападус          |
| 1995.       | Белма                                                        | Јосип Папац                    |
| 1996.       | Мементо                                                      | Официр                         |
| 1996.       | Нечиста крв                                                  | Марко                          |
| 1996.       |                                                              | Иван                           |
| 1997.       | Светац                                                       | Иван Третјак                   |
| 1997.       | Трегуа, Ла                                                   | Грк                            |
| 1998.       |                                                              | Франсоа Рифо                   |
| 1998.       |                                                              | Роман                          |
| 1998.       | Прашки дует                                                  | Јири Колмар                    |
| 1998.       | Моћни Џо Јанг                                                | Андреј Страсер                 |
| 1999.       | Широм затворених очију                                       | Господин Милич                 |
| 1999.       |                                                              | Бруно Мајер                    |
| 1999.       | Стигмата                                                     | Марион Петроцели               |
| 2000-е      |                                                              |                                |
| 2000.       | Немогућа мисија 2                                            | Доктор Некорович               |
| 2000.       | Свемирски каубоји                                            | Генерал Востов                 |
| 2000.       | Снеч                                                         | Борис „Оштрица“ Јуринов        |
| 2000.       | Је ли јасно, пријатељу?                                      | Милан Рајић                    |
| 2001.       | Јужни Пацифик                                                | Емил де Бек                    |
| 2002.       |                                                              | Миран Хроватин                 |
| 2002.       | Тихи Американац                                              | Инспектор Вигот                |
| 2003.       |                                                              | Олег Бутраскаја                |
| 2003.       |                                                              | Виктор Швиткој                 |
| 2004.       |                                                              | Тибор                          |
| 2004.       | Големата вода                                                | Олд Лем                        |
| 2004.       |                                                              | Дипломата                      |
| 2005.       |                                                              | Имам Муафак                    |
| 2005.       |                                                              | Пауло                          |
| 2005.       | Бетмен почиње                                                | бескућник                      |
| 2005.       |                                                              | Љубо                           |
| 2005.       |                                                              | Капетан Блејк                  |
| 2005.       |                                                              | Доктор Александар Цирко        |
| 2006.       |                                                              | Сергеј                         |
| 2006.       |                                                              | Макс                           |
| 2007.       | Балкански синдром                                            | Олд Ален                       |
| 2007.       | Брат                                                         | Карлос Авиледа                 |
| 2007.       | Тесла                                                        | Наратор                        |
| 2007.       |                                                              | Михаел Сандор                  |
| 2007.       | 24                                                           | Дмитриј Греденко               |
| 2007.       |                                                              | Раф Ларин                      |
| 2007.       | Л... кот љубезен                                             |                                |
| 2007.       | Право чудо                                                   |                                |
| 2007.       |                                                              | Др Лукас Грасић                |
| 2007.       |                                                              | Атос                           |
| 2007.       | Битка у Сијетлу                                              | Др Марић                       |
| 2007.       |                                                              | Арие                           |
| 2008.       |                                                              | Сајмон Макалоу                 |
| 2008.       |                                                              | Јуриј Иванов                   |
| 2008.       |                                                              | Јуриј Волкалов                 |
| 2009.       |                                                              | Ники Петрович/Виктор Короленко |
| 2009.       |                                                              | Никита Соколов                 |
| 2009.       | Истражитељи из Мајамија                                      | Александар Шарова              |
| 2010-е      |                                                              |                                |
| 2010.       | Као рани мраз                                                | Стари Васа Ладачки             |
| 2010.       | Седамдесет и два дана                                        | Мане Париповић                 |
| 2010.       | Хари Потер и реликвије Смрти: Први део                       | Грегорович                     |
| 2011.       |                                                              | Александар Шарова              |
| 2011.       | Татанка                                                      | Винко                          |
| 2011.       |                                                              | генерал Волков                 |
| 2011.       | У земљи крви и меда                                          | Небојша Вукојевић              |
| 2011.       |                                                              | Реј                            |
| 2012.       | Балкан није мртав                                            |                                |
| 2012.       |                                                              |                                |
| 2012.       | Устаничка улица                                              | главни тужилац                 |
| 2012.       | 96 сати: Истанбул                                            | Мурад Хоџа                     |
| 2012.       | Треће полувреме                                              |                                |
| 2013.       |                                                              |                                |
| 2014.       | (ТВ серија)                                                  | Принц Игор Курагин             |
| 2016.       | Прваци света                                                 | стари Штукало                  |
| 2016.       | Ослобођење Скопља                                            | Георгије                       |
| 2016.       | The Promise                                                  | Stephan (Stefan)               |
| 2016.       | Пaпар и сол                                                  | Стари                          |
| 2016.       | Мата Хари (Тв серија)                                        | Еugene Guimet                  |
| 2017.       | Hedgehog's Home                                              | Narator (глас)                 |
| 2017.       | Анка                                                         | Бележник                       |
| 2017.       | Finché c'è Prosecco c'è speranza                             | Desiderio Ancillotto           |
| 2017.       | Боље ствари(Тв серија)                                       | Арнолд Хал                     |
| 2018.       | Proud Mary                                                   | Лука                           |
| 2018.       | Анђео чувар                                                  | Др. Драбовски                  |
| 2018.       | What's This Country Called Now?                              | Исмет Табаковић                |
| 2018-2019.  | Strange Angel (Tв серија)                                    | Професор Филип Месулам         |
| 2017-2019.  | Црна Листа(Тв серија)                                        | Др. Богдан Крилов              |
| 2020-е      |                                                              |                                |
| 2020.       | Узвратни ударац(Тв серија)                                   | Калмеди                        |
| 2020.       | The Executrix                                                | Артур                          |
| 2020.       | Рибање и рибсрско приговарање                                | Петар Хекторовић               |
| 2021.       | Payback                                                      | Отац                           |
| 2022.       | Fantasmata tis Epanastasis                                   |                                |
| 2022.       | Slow Horses(Тв серија)                                       | Nikolai Katinsky               |
| 2023.       | Die Before Death                                             | Referee                        |
| 2024.       | Air Force One Down                                           | Rodinov                        |
| 2024.       | Понтоново срце                                               |                                |
| 2024.       | Rise of the Raven(Тв серија)                                 |                                |
| 2022-2024.  | The Old Men(Тв серија)                                       | Сулејман Павловић              |
| 2024.       | Дневник великог Перице(Тв мини серија)                       | Едвард Еди Фулер               |
| надолазећи. | Павиљон                                                      |                                |
| надолазећи. | Tesla: Beyond Imagination                                    | Мартин Секулић                 |
| надолазећи. | The Soul Relocation                                          | Шејх                           |